# Снегурочка (опера)
«Снегу́рочка» — опера Николая Андреевича Римского-Корсакова (1844—1908) в 4 действиях, 7 картинах с прологом, на собственное либретто по одноимённой пьесе писателя и театрального драматурга Александра Островского (1823—1886).
Опера написана в 1881 году.
Премьера состоялась 10 февраля 1882 года в Мариинском театре Санкт-Петербурга.

## История создания

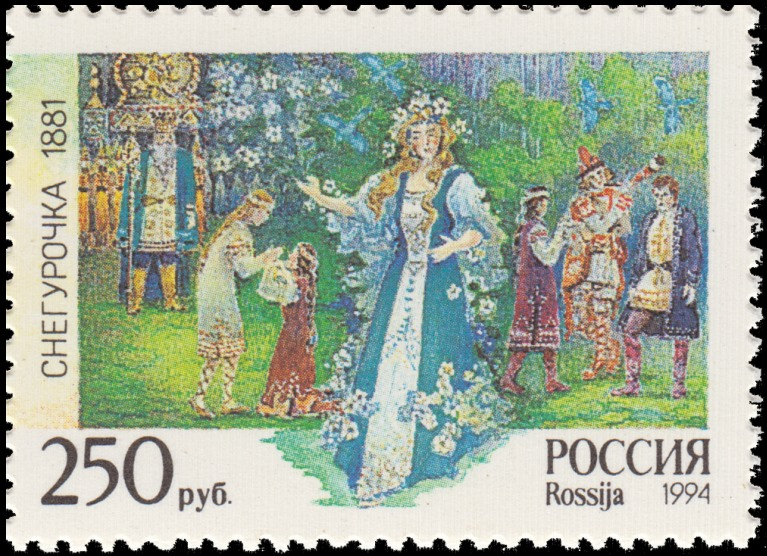
Почтовая марка. Сцена из оперы «Снегурочка» (1881).

Пьеса «Снегурочка», которой А. Н. Островский дал авторское определение «весенняя сказка», относится к числу особенно любимых автором произведений. Большую роль в замысле пьесы играет музыка. Островский в тексте пьесы даже указал использование нескольких фольклорных песен. Для первой постановки (в Москве) музыку написал П. И. Чайковский, но она не получила большой известности.
Римский-Корсаков познакомился со «Снегурочкой» сразу после её публикации. О том, как менялось его отношение к пьесе, он подробно рассказывал в «Летописи моей музыкальной жизни»:

В первый раз «Снегурочка» была прочитана мной около 1874 года, когда она только что появилась в печати. В чтении она тогда мне мало понравилась; царство берендеев мне показалось странным.
Словом — чудная, поэтическая сказка Островского не произвела на меня впечатления. В зиму 1879-80 года я снова прочитал «Снегурочку» и точно прозрел на её удивительную красоту. Мне сразу захотелось писать оперу на этот сюжет, и по мере того, как я задумывался над этим намерением, я чувствовал себя все более и более влюбленным в сказку Островского. Проявлявшееся понемногу во мне тяготение к древнему русскому обычаю и языческому пантеизму вспыхнуло теперь ярким пламенем. Не было для меня на свете лучшего сюжета, не было для меня лучших поэтических образов, чем Снегурочка, Лель или Весна, не было лучше царства берендеев с их чудным царем, не было лучше миросозерцания и религии, чем поклонение Яриле-Солнцу

Весной 1880 года Римский-Корсаков побывал в Москве у Островского и получил у него разрешение воспользоваться его пьесой для сочинения оперы с правом внесения необходимых правок. Сразу после возвращения в Петербург, началась подготовительная работа. Все лето, проведенное в имении Стелёво, он посвятил сочинению этой оперы. Окружающая природа оказалась созвучна его собственным мыслям и вдохновляла его на творчество:

Какой-нибудь толстый и корявый сук или пень, поросший мхом, мне казался лешим или его жилищем; лес «Волчинец» — заповедным лесом; голая Копытецкая горка — Ярилиной горою; тройное эхо, слышимое с нашего балкона, — как бы голосами леших или других чудовищ.

Осенью того же года была сделана оркестровка сочинения, которая была закончена 26 марта 1881 года.
Композитор говорил впоследствии, что ни одно произведение не давалось ему с такой лёгкостью и быстротой, как «Снегурочка». Он высоко оценил её значение в собственном творчестве, в частности сказав: «Кончая „Снегурочку“, я почувствовал себя созревшим музыкантом и оперным композитором, ставшим окончательно на ноги». Особое внимание при сочинении оперы композитор уделял вокальному стилю — удобной тесситуре, гибкости и эффектности вокальных партий, свободе плавно льющегося речитатива. Кроме того, Римский-Корсаков считал, что оркестровка этой оперы также явилась для него «шагом вперед во многих отношениях». Позднее он сказал: «Я вынес убеждение, что „Снегурочка“ — это моё лучшее произведение».

Оперу восторженно принял и А. Н. Островский: «Музыка к моей „Снегурочке“ удивительная, я ничего не мог никогда себе представить более к ней подходящего и так живо выражающего всю поэзию русского языческого культа и этой сперва снежно-холодной, а потом неудержимо страстной героини сказки».

Г. Васильев. Опера «Снегурочка». «Мелодия». 1959

Оптимистическая идея оперы — прославление могущественных животворных сил природы, несущих людям счастье — коренится в народной поэзии. «Снегурочка» воплощает вместе с тем мысль о великой преображающей силе искусства. В опере противопоставлены два мира — реальный и фантастический, олицетворяющий, по словам композитора, «вечные, периодически выступающие силы природы». Снегурочка, пастух Лель и царь Берендей — персонажи полуреальные, полуфантастические. Яриле-солнцу — «творческому началу, вызывающему жизнь в природе и людях» (Римский-Корсаков) — враждебен суровый Мороз. Снегурочка — холодное дитя Мороза и Весны — всей душой тянется к людям, к солнцу, и композитор с замечательной правдой выражения показывает, как постепенно любовь и тепло торжествуют в её сердце, приводя к гибели.
Значительно позднее, в 1905 году, композитор задумал написать исследование, посвященное подробному тематическому анализу оперы. Однако этот замысел не был осуществлен до конца, Римский-Корсаков написал только первый раздел, посвященный анализу важнейших лейтмотивов и повторяющихся тем. Тем не менее, эта работа, опубликованная в виде статьи, представляет огромный интерес с точки зрения авторского понимания оперы.

## Постановки
Премьера, состоявшаяся 29 января (10 февраля) следующего года на сцене Мариинского театра, прошла с большим успехом, однако в постановке имелись большие купюры из-за позиции режиссёра и отсутствии авторского контроля. В течение года опера была снята со сцены. Журнал "Осколки (№ 6, 6 февраля 1882) посвятил постановке обложку с надписью «Новая какофония» и большой карикатурой.

В 1885 году она была поставлена в Москве в частной опере Мамонтова. В Большом театре — только в 1893 году.
В 1915 году на музыку Н. А. Римского-Корсакова к опере «Снегурочка» Леонид Мясин поставил балет «Полуночное солнце» в Гранд-театр (Женева), художником был Михаил Ларионов.

### Герои и голоса
| Партия | Премьера в Санкт-Петербурге в Мариинском театре 29 января 1882 года, дирижёр Эдуард Направник | Премьера в Москве в частной опере С. И. Мамонтова 8 октября 1885 года, дирижёр Э. Бевиньяни | Премьера в Москве в Большом театре 26 января 1893 года, дирижёр Ипполит Альтани |
| --- | --------------------------------------------------------------------------------------------- | ------------------------------------------------------------------------------------------- | ------------------------------------------------------------------------------- |
| Снегурочка (лирико-колоратурное сопрано) | Ф. Н. Велинская                                                                               | Н. В. Салина                                                                                | М. А. Эйхенвальд                                                                |
| Весна-Красна (меццо-сопрано) | М. Д. Каменская                                                                               | В. Н. Гнучева                                                                               | А. П. Крутикова                                                                 |
| Купава, дочь богатого слобожанина (сопрано) | М. А. Макарова                                                                                | Самарина                                                                                    | М. А. Дейша-Сионицкая                                                           |
| Лель, пастух (контральто или меццо-сопрано) | А. А. Бичурина                                                                                | Т. С. Любатович                                                                             | Л. Г. Звягина                                                                   |
| Царь Берендей (тенор) | М. Д. Васильев (3-й)                                                                          | Ершов                                                                                       | А. И. Барцал                                                                    |
| Мизгирь, торговый гость из Посада Берендеева (баритон) | И. П. Прянишников                                                                             | М. Д. Малинин                                                                               | Б. Б. Корсов                                                                    |
| Дед Мороз (бас) | Ф. И. Стравинский                                                                             | С. Г. Власов                                                                                | С. Г. Власов                                                                    |
| Бобыль Бакула (тенор) | В. М. Васильев (2-й)                                                                          | Миллер                                                                                      | Л. М. Клементьев                                                                |
| Бобылиха (меццо-сопрано) | О. Э. Шредер                                                                                  | Максимова                                                                                   | В. В. Павленкова                                                                |
| Леший (тенор) | В. Ф. Соболев                                                                                 | Любимский                                                                                   | П. П. Фигуров                                                                   |
| 1-й бирюч (бас) | П. Н. Дюжиков                                                                                 | Скуратовский                                                                                | А. Е. Шаламов                                                                   |
| 2-й бирюч (тенор) | В. Я. Майборода                                                                               | Любимский                                                                                   | А. И. Стрижевский                                                               |
| Царский отрок (меццо-сопрано) |                                                                                               | Кудревич                                                                                    | О. Л. Данильченко                                                               |
| Масленица, соломенное чучело (бас) |                                                                                               | Скуратовский                                                                                | И. В. Матчинский                                                                |
| Хор, без пения: Свита Весны, птицы, свита Царя, берендеи обоего пола и всякого возраста, бояре и боярыни, гусляры, скоморохи, гудочники, волынщики, пастухи, парни и девушки, лешие, цветы |                                                                                               |                                                                                             |                                                                                 |

### Ключевые постановки
- 1882. Премьера в Мариинском театре[5][9]. Постановщик: Кондратьев Геннадий Петрович. Худ. Михаил Петрович Клодт.
- 1885. Московская премьера в Московской частной опере Мамонтова. Худ. Виктор Васнецов (см. Костюмы и декорации Виктора Васнецова к опере «Снегурочка»). Также принимал участие Константин Коровин.
- 1893, Большой театр[7]. Дирижёр Ипполит Альтани, реж. Антон Барцал. Худ.: фон Бооль Николай Константинович, Вальц К. Ф., Савицкий И. Ф., Смирнов И. М., эскизы костюмов О. Петров и Григорьев.
- 1898. Возобновление в Мариинском театре[5]. Постановщик: Палечек Осип Осипович. Худ. Евгений Пономарев.
- ? Худ. Иван Билибин
- 1905. Опера С. И. Зимина. Худ. Маторин Афанасий Иванович
- 1905. Третье возобновление в Мариинском театре[5].
  - 1890-е. Худ. Михаил Врубель выполнил эскиз для костюма Надежды Забелы, в котором она исполняла в 1905 году партию на сцене Мариинского театра (при этом она дебютировала в этой роли несколькими годами ранее, в опере Мамонтова).
- 1907, возобновление в Большом театре. Дирижёр Вячеслав Сук, реж. Ромуальд Василевский. Декорации писал Константин Коровин[7]. (А. Нежданова — Снегурочка, Л. Собинов — Берендей).
  - Возобновлена с теми же декорациями и составом в 1911 году, режиссёр Владимир Лосский. Худ.: Клодт Николай Александрович, Голов Георгий Иванович, худ. по костюмам Коровин К., Дьячков Василий[10]. Продержалась в этом варианте 40 лет[7].
  - 1922. Возобновление постановки 1911 года. Дирижёр Сук В., режиссёр Лосский В., художник К. Коровин[11]
  - 1936 год. Худ. Николаев Сергей Филиппович
    - 1943 год. Возобновление[7]. Дирижёр Кондрашин К., режиссёр Домбровский Н., художник Коровин К[12].
- 1908. Париж, Opéra comique. Дирижёр Николай Черепнин. Эскизы декораций делал Николай Рерих[13], по его эскизам их писал француз Жюиссак[14]. Опера исполнялась на французском языке. Снегурочка — М. Карре.
- 1909. Опера С. И. Зимина. Худ. Иван Федотов и Федор Федоровский
- 1910. Мариинский театр. Худ. Дмитрий Стеллецкий. Неосуществленная постановка.
- 1914. Театр музыкальной драмы. Постановщик: Лапицкий Иосиф Михайлович. Дед-Мороз — П. М. Журавленко, Весна — М. С. Давыдова, Снегурочка — Л. Я. Липковская. Худ. Степанов П. К.
- 1915. Балет «Полуночное солнце» на музыку Н. А. Римского-Корсакова к опере «Снегурочка». Спектакль: «Полуночное солнце». Постановщик: Мясин Леонид. Премьера: 1915. Гранд-театр (Женева). Худ. Михаил Ларионов
- 1917. Мариинский театр. 4-е возобновление. Режиссёр В. Мейерхольд[5]. Худ. Константин Коровин.
- 1918—1919. Нижегородский драматический театр. Худ. Староверов А. Г.
- Около 1918. Эскизы декораций Бориса Кустодиева. Большой театр.
- 1919. Большой театр. Не осуществлено, реж. Немирович-Данченко В. И. Постановка не осуществлена. Худ. Борис Григорьев.
- 1919. Ковент-гарден. Не осуществлено. Худ. Н. Рерих
- 1921. Большой театр. Не осуществлено. Пост.: Лужский В. В. Худ. Б. Григорьев
- 1921. ГАТОБ (Мариинский театр). Постановка П. С. Оленина[15]. В старом оформлении Коровина (скопированном с Большого театра 1911). Возобновлено в 1923 году.
- 16 ноября 1922. Театр «Лирическая опера» (Чикаго). Худ. Николай Рерих. (Судя по совпадениям рисунков, здесь Рерих повторил свою работу 1912 года для постановки пьесы Островского, Русский драматический театр А. К. Рейнеке, постановщик: Карпов Евтихий Павлович)
- 1922. Американская премьера в Метрополитен-опере (The Snow Maiden). Худ. Борис Анисфельд. На французском языке[16].
- 1923. Берлин
- 1926. Харьков, Государственный театр оперы и балета. Худ. Мусатов Николай Алексеевич
- 1927. «Парижская русская опера» Кирилла Агренева-Славянского. Концертное исполнение оперы во французском концертном зале[17].
- 1928. Ленинградский государственный академический Малый оперный театр. Постановщик: Смолич Николай Васильевич. Худ. Бобышов Михаил Павлович
- 1929. Парижская Частная опера М. Н. Кузнецовой (она же «Русская опера» князя А.Церетели). Франция, Париж. Театр на Елисейских полях. Худ. К. Коровин — Николай Евреинов[18].
- 1933, Лондон.
- Киев, 1935 г., Киев, Государственный театр оперы и балета им. Т. Г. Шевченко. Дир. А. Пазовский, режиссёр И. Лапицкий (3. Гайдай — Снегурочка, О. Петрусенко — Купава, А. Ропская — Лель)[19]. Показ на гастролях в Москве в Большом театре СССР 11-21 марта. Художник Г. А. Кигель за оформление спектакля получил Серебряную медаль на всемирной выставке в Париже в 1937 г.)[20].
- 1935. Саратовский театр оперы и балета им. Н. Г. Чернышевского. Худ. Хондажевский Владимир Никанорович
- 1938. Москва, Оперная студия им. С. Т. Шацкого
- 1943. Куйбышев, Государственный театр оперы и балета. Худ. Кожин Михаил Владимирович.
- 1944-45. Худ. Арапов Анатолий Афанасьевич
- 1947. Ленинградский государственный академический Малый театр оперы и балета. Постановщик: Киреев Алексей Николаевич. Худ. Коровин К.
- 1947. Неосуществленная постановка. Худ. Мосеев Георгий Николаевич
- 1953. Худ. Сперанский Петр Тихонович
- 1954. Большой театр[7]. Дирижёр Кондрашин К., реж. Покровский Б. А., худ. Вадим Рындин[21], худ. по костюмам Самохвалов С. К.
- 1978. Большой театр[7]. Дирижёр Лазарев А., режиссёр Равенских Б., художник А. Васильев[22]
- 1979. Ленинградский государственный академический Малый театр оперы и балета. Постановщик: Смирнова Т М. Худ. К. Коровин, С. Соломко
- 2002. Большой театр. Дирижёр Алексеев Н., режиссёр Белов Д., художник А. Пикалова[23] Спектаклем открывали Новую сцену[7].
- 2004 год. Мариинский театр.
- 2017. Большой театр. Дирижёр Сохиев Т., режиссёр Титель А., художник В. Арефьев[24]

## Записи

### Аудиозаписи
| Год  | Организация                                                 | Дирижёр            | Солисты | Лейбл звукозаписи и каталожный номер                 | Примечания     |
| ---- | ----------------------------------------------------------- | ------------------ | --- | ---------------------------------------------------- | -------------- |
| 1946 | Хор и оркестр Большого театра                               | Кирилл Кондрашин   | Снегурочка — Ирина Масленникова, Весна — Надежда Обухова, Мороз — Максим Михайлов, Царь Берендей — Сергей Лемешев, Лель — Мария Максакова, Купава — Софья Панова, Мизгирь — Алексей Иванов                                                                       | Мелодия, М10-39783-90 (1977)                         |                |
| 1955 | Хор и оркестр Французского радио и телевидения              | Шарль Брюк         | Снегурочка — Janine Micheau, Весна — Solange Michel, Мороз — Lucien Lovano, Царь Берендей — Jean Giraudeau, Лель — Rita Gorr, Купава — Géneviève Moizan, Мизгирь — Michel Roux                                                                                   | Mitridate «Ponto» 1036 (2005)                        | На французском |
| 1956 | Хор и оркестр Белградской национальной оперы                | Крешимир Баранович | Снегурочка — Sofiya Jankovic, Весна — Biserka Cvejic, Мороз — Miroslav Changalovich, Царь Берендей — Stephan Andrashevich, Лель — Militza Miladinovich, Купава — Valeria Heybalova, Мизгирь — Dushan Popovich                                                    | Decca LXT 5193-5197 (1957)                           |                |
| 1957 | Хор и оркестр Большого театра                               | Евгений Светланов  | Снегурочка — Вера Фирсова, Весна — Вероника Борисенко, Мороз — Алексей Кривченя, Царь Берендей — Иван Козловский, Лель — Лариса Авдеева, Купава — Галина Вишневская, Мизгирь — Юрий Галкин                                                                       | Мелодия, Д 03774-83 (1957), Д—015091-8 (1965)        |                |
| 1975 | Оркестр и хор Всесоюзного радио и Центрального телевидения  | Владимир Федосеев  | Снегурочка — Валентина Соколик, Весна / Лель — Ирина Архипова, Мороз — Александр Ведерников, Царь Берендей — Антон Григорьев, Купава — Лидия Захаренко, Мизгирь — Анатолий Моксяков, Бермята — Владимир Маторин, Бобыль — Юрий Ельников, Бобылиха — Нина Дербина | Мелодия, С10 07371-8 (1976)                          |                |
| 1985 | Хор и симфонический оркестр Болгарского национального радио | Стоян Ангелов      | Снегурочка — Elena Zemenkova, Весна — Alexandrina Milcheva(-Nonova), Мороз — Nicola Ghiuselev, Царь Берендей — Avram Andreev, Лель — Stefka Mineva, Купава — Stefka Evstatieva, Мизгирь — Lyubomir Videnov                                                       | Capriccio 10 749-51 (1996)                           |                |
| 1987 | Хор, детский хор и оркестр Большого театра                  | Александр Лазарев  | Снегурочка — Ирина Журина, Весна — Нина Терентьева, Мороз — Георгий Селезнев, Царь Берендей — Александр Федин, Лель — Татьяна Ерастова, Купава — Людмила Сергиенко, Мизгирь — Игорь Морозов                                                                      | Мелодия, А10 00429-36 (1989), MEL CD 10 01526 (2012) |                |
| 2008 | Хор и оркестр Уэксфордского оперного фестиваля (Ирландия)   | Дмитрий Юровский   | Снегурочка — Irina Samoylova, Весна — Natela Nicoli, Мороз — Krzysztof Szumanski, Царь Берендей — Bryan Hymel, Лель — Katerina Jalovcová, Купава — Lina Tetruashvili, Мизгирь — Igor Tarassov                                                                    | Premiere Opera Ltd. CDNO 4022-3 (2009)               |                |

Источники: , 

### Видеозаписи
| Год  | Организация                                                            | Дирижёр                    | Солисты | Производитель     | Примечания |
| ---- | ---------------------------------------------------------------------- | -------------------------- | --- | ----------------- | ---------- |
| 1980 |                                                                        |                            | Ирина Архипова, Раиса Котова, Галина Борисова, Людмила Сергиенко, Игорь Морозов, Владислав Пашинский, Николай Низиенко, Александр Архипов, Ирина Журина, Денис Королёв, Юрий Сатник, Олег Бектемиров | Гостелерадио СССР | [ 25 ]     |
| 2011 | Белорусский Государственный академический Большой театр оперы и балета | ? Режиссёр — Сусанна Цирюк | Весна — Наталья Акинина, Мороз — Василий Ковальчук, Снегурочка — Татьяна Гаврилова, Лель — Оксана Якушевич, Купава — Анастасия Москвина, Мизгирь — Владимир Громов, Берендей — Янош Нелепа |                   | [ 26 ]     |
| 2017 | Парижская национальная опера                                           | Михаил Татарников          | Снегурочка — Аида Гарифуллина, Лель — Юрий Миненко, Купава — Martina Serafin, Царь Берендей — Максим Пастер, Мизгирь — Thomas Johannes Mayer, Весна-Красна — Елена Манистина, Дед-Мороз — Владимир Огновенко, Бермята — Franz Hawlata, Бобыль Бакула — Василий Горшков, Бобылиха — Carole Wilson, Леший — Василий Ефимов, 1-й бирюч — Vincent Morell, 2-й бирюч — Pierpaolo Palloni, Царский отрок — Olga Oussova | Opera Bastille    |            |